# Fernand Navarra
Pour les articles homonymes, voir Navarra.
Pas d'image ? Cliquez ici
Fernand Navarra (né le 24 janvier 1915 à Bernos (aujourd'hui Bernos-Beaulac) et mort le 25 novembre 1992 à Bordeaux) est un entrepreneur et alpiniste français originaire de Bordeaux.

## Activités
Entre 1952 et 1969, il a conduit plusieurs expéditions sur le mont Ararat,, en Turquie, et dont les aventures furent narrées dans Paris Match. En 1955, il découvrit des morceaux de bois « sciés à la main » dans une profonde crevasse. Il découpa un morceau de 1,50 mètre qu'il réduisit à plusieurs petits morceaux pour les transporter plus facilement. De retour en Europe, sa découverte fut considérée par beaucoup comme une preuve que l'arche de Noé, ou du moins ses restes, existaient encore. Il fera analyser au carbone 14 les morceaux de bois ramenés de l'Ararat mais les résultats annoncés seront contradictoires,. Fernand Navarra en tira un livre intitulé J'ai trouvé l'arche de Noé.